# 石门二路

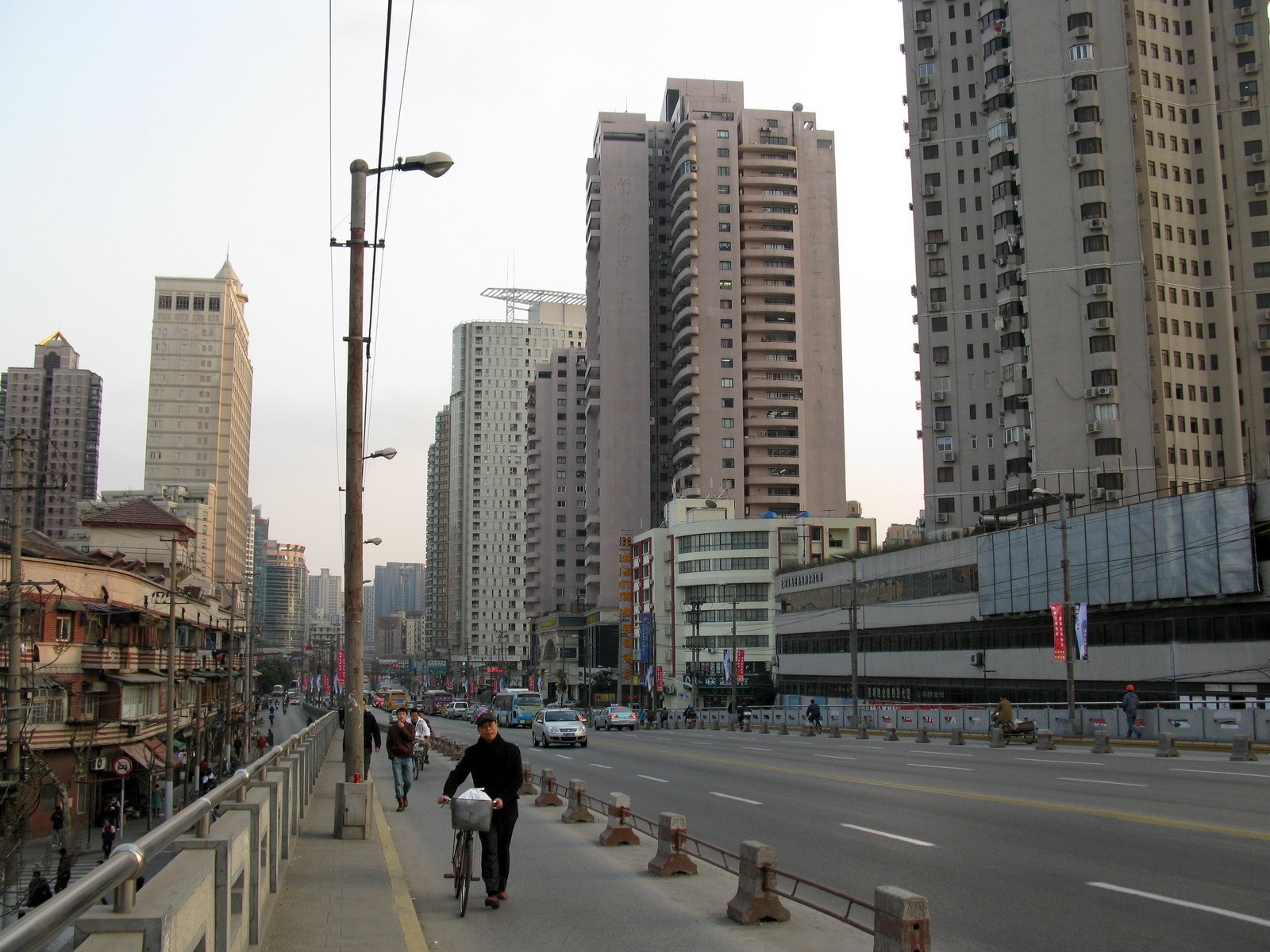
石门二路蘇州河附近的恒丰路桥

石门二路是中华人民共和国上海市静安区一条南北走向的街道，南起南京西路，北至南苏州路。长876米，宽18到46米。
石门二路修筑于1869年，名为卡德路(Carter Road)，为越界筑路之一。1908年铺设了上海最早的电车轨道。沿路原多为里弄住宅和店铺。
1943年汪精卫政权接收租界，改名嘉定路。1946年改名中正北二路。1950年再度改名为石门二路。

## 交汇道路（南向北）
- 南京西路
- 凤阳路
- 奉贤路
- 北京西路
- 山海关路
- 新闸路
- 武定路
- 顺德路
- 康定东路、南苏州路